# Macropeplus
Macropeplus es un género con cuatro especies de plantas de flores perteneciente a la familia Monimiaceae. 

## Especies seleccionadas
- Macropeplus dentatus (Perkins) I.Santos & Peixoto
- Macropeplus friburgensis (Perkins) I.Santos & Peixoto
- Macropeplus ligustrinus Perkins
- Macropeplus schwackeanus (Perkins) I.Santos & Peixoto